# 아나 이바노비치
아나 이바노비치(Ana Ivanović, 세르비아어: Ана Ивановић, IPA: [ˈana iˈvaːnɔviʨ], 듣기 (도움말·정보), 1987년 11월 6일 ~ )는 세르비아 출신의 전 여자 프로 테니스 선수이다. 2008년에 12주 연속 세계 랭킹 1위를 기록했다. 2008년 프랑스 오픈에서 우승, 2007년 프랑스 오픈에서 준우승을 했으며, 2008년 호주 오픈에서 역시 준우승을 했다. 그러나 2016년 12월 28일, 불과 29세의 나이에 "더 이상 세계 최고의 기량을 유지할 수 없다"며 돌연 은퇴를 선언했다.

## 메이저 대회 결승 성적

### 그랜드 슬램 결승

#### 단식: 3 (1승 2패)
| 결과   | 연도 | 대회        | 코트   | 결승 상대       | 스코어   |
| 준우승 | 2007 | 프랑스 오픈 | 클레이 | 쥐스틴 에넹     | 6–1, 6–2 |
| 준우승 | 2008 | 호주 오픈   | 하드   | 마리아 샤라포바 | 7–5, 6–3 |
| 우승   | 2008 | 프랑스 오픈 | 클레이 | 디나라 사피나   | 6–4, 6–3 |